# ما امشبو داریم
«ما امشبو داریم» (به انگلیسی: We've Got Tonite) تک‌آهنگی از باب سیگر است که در سال ۱۹۷۸ میلادی منتشر شد.